# Langensoultzbach
Langensoultzbach (Duits: Langensulzbach) is een gemeente in het Franse departement Bas-Rhin (regio Grand Est). Langensoultzbach telde op 1 januari 2022 910 inwoners.

## Geschiedenis
Langensoultzbach maakte deel uit van het arrondissement Wissembourg tot dit op 1 januari 2015 fuseerde met het arrondissement Haguenau tot het huidige arrondissement Haguenau-Wissembourg. Op 22 maart van datzelfde jaar ging ook het kanton Wœrth, waar de gemeente onder viel, op in het op die dag gevormde kanton Reichshoffen.

## Geografie
De oppervlakte van Langensoultzbach bedroeg op 1 januari 2022 13,09 vierkante kilometer; de bevolkingsdichtheid was toen 69,5 inwoners per km².

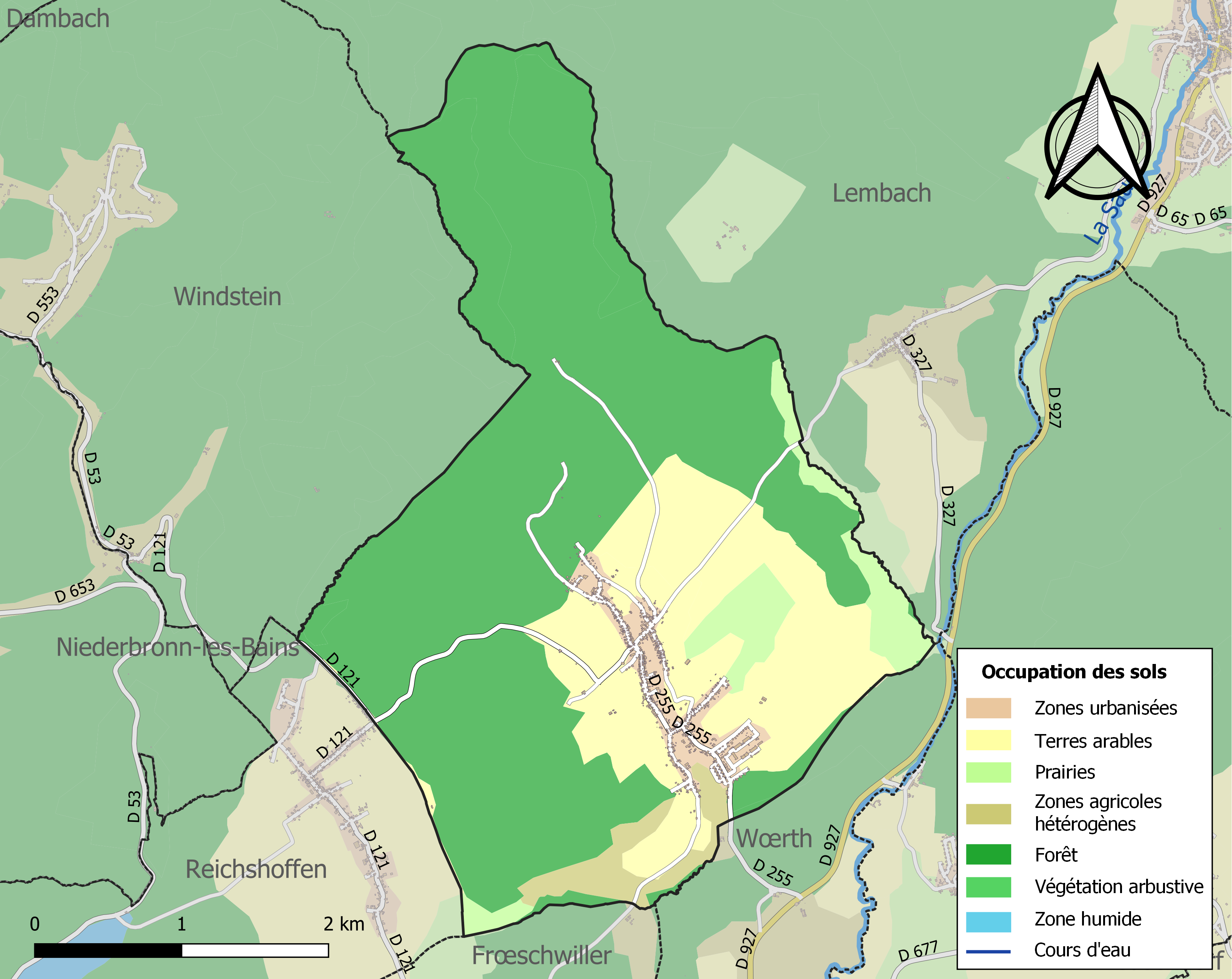
Kaart van de gemeente met de belangrijkste infrastructuur, bodemgebruik en omliggende gemeenten

## Demografie
Onderstaande figuur toont het verloop van het inwonertal (bron: INSEE-tellingen).